# Liste der Kulturdenkmale in Grechwitz
In der Liste der Kulturdenkmale in Grechwitz sind die Kulturdenkmale des Grimmaer Ortsteils Grechwitz verzeichnet, die bis Juli 2024 vom Landesamt für Denkmalpflege Sachsen erfasst wurden (ohne archäologische Kulturdenkmale). Die Anmerkungen sind zu beachten.
Diese Aufzählung ist eine Teilmenge der Liste der Kulturdenkmale in Grimma.

## Grechwitz
| Bild                                    | Bezeichnung | Lage                          | Datierung                                                 | Beschreibung | ID       |
| --------------------------------------- | --- | ----------------------------- | --------------------------------------------------------- | --- | -------- |
| Direkt Bild zu diesem Denkmal hochladen | Wohnhaus eines Bauernhofes, mit Anbau | Gasse 5a (Karte)              | 18. Jahrhundert (Bauernhaus); bezeichnet mit 1907 (Anbau) | Mit verputztem Fachwerk-Obergeschoss, Erweiterungsbau massiv, Zeugnis bäuerlicher Bau- und Lebensweise, Erweiterungsbau zeigt veränderte Wohnbedürfnisse zu Beginn des 20. Jahrhunderts, sozialhistorisch und baugeschichtlich von Bedeutung. Zweigeschossig, Putzfassade, Fensterrahmungen aus Kunststein, Satteldach mit alter Ziegeldeckung und vermörteltem Ortgang, ungeteilte Fenster entstellend, bezeichnet mit 1907, vermutlich Neubau, Wohnhaus mit zwei Geschossen und Fachwerk-Obergeschoss erbaut im 18. Jahrhundert. | 08966566 |
| Direkt Bild zu diesem Denkmal hochladen | Gasthaus mit rückwärtigem Saalanbau | Mutzschener Straße 11 (Karte) | Um 1890                                                   | Städtebaulich unverzichtbarer Bestandteil der alten Dorfstruktur an der Ortsdurchfahrtsstraße, mit großem Saalanbau, Zeugnis mit identitätsstiftender Funktion, ortshistorischer Erinnerungswert. Zweigeschossig, sechs Achsen, Giebel drei Achsen, Bruchsteinsockel mit Ziegelrollschicht, Ziegelbau, Putzfassade mit schlichter Putzgliederung, ziegelgedecktes Satteldach, rückwärtig Saalanbau mit Bühne und Resten der Ausstattung (Lampen). | 08966569 |
| Direkt Bild zu diesem Denkmal hochladen | Wohnhaus | Mutzschener Straße 23 (Karte) | Um 1830                                                   | Ländliches Wohnhaus, Obergeschoss Fachwerk, straßenraumprägender Bestandteil der alten Dorfstruktur, baugeschichtlich von Bedeutung. Zweigeschossig, fünf Achsen, Krüppelwalmdach, Erdgeschoss massiv, Obergeschoss Sicht-Fachwerk, traufständig mit Dachpappeschindeln. | 08966570 |
| Direkt Bild zu diesem Denkmal hochladen | Seitengebäude (mit Oberlaube) und Hofpflaster eines Dreiseithofes                                                                                   | Zum Dorfanger 14 (Karte)      | Bezeichnet mit 1703                                       | Obergeschoss Fachwerk, Oberlaube mit Seltenheitswert, baugeschichtliche Bedeutung. - Seitengebäude: mit Stallung und Oberlaube, saniert, Satteldach mit neuer Ziegeldeckung, einige Verblattungen, an einer Schwelle des Fachwerkes bezeichnet mit 1703, einfach stehender Stuhl - Scheune: ziegelgedecktes Satteldach, Putzfassade mit Glasbausteinen - Garageneinbau 1963–2010 als Denkmal gestrichen - Wohnhaus (im Kern Obergeschoss um 1800, Streichung als Denkmal 2010): zweigeschossig, Erdgeschoss massiv, Giebelspitze verbrettert, Satteldach mit Ziegeldeckung, eigentlich kein Denkmal mehr, entstellend saniert, Fachwerk aufgebrettert, große Fenster, Windfang, Anbauten                                                             | 08966567 |
| Direkt Bild zu diesem Denkmal hochladen | Wohnhaus (Nr. 16) mit winkelförmig angebautem, südlichen Seitengebäude sowie nördliches Seitengebäude (Nr. 17) und Hofpflasterung eines Bauernhofes | Zum Dorfanger 16, 17 (Karte)  | Um 1870                                                   | Eindrucksvolle Hofanlage des späten 19. Jahrhunderts, gründerzeitliche Putzbauten, ortsbildprägend und wissenschaftlich-dokumentarischer Wert, bau- und ortsgeschichtlich von Bedeutung. - Wohnhaus: zweigeschossig, Drempel, acht Achsen, Sandstein-Fenstergewände, Bruchsteinsockel, Putzfassade saniert, ziegelgedecktes Satteldach - Seitengebäude/Wohnstallhaus: zweigeschossig, sechs Achsen, Bruchsteinbau verputzt, Satteldach Betondachsteine - Stallscheune: mit feldseitiger Dachzufahrt, Bruchstein-Ziegel-Bau, Sockel Zyklopmauerwerk, Fenster neu im Obergeschoss, Satteldach mit Ziegeldeckung, Klinkergliederung, Speicherluken im Obergeschoss, ehemaliger Vierseithof - Scheune abgebrochen, Umfassungsmauern der Scheune erhalten | 08966568 |

## Tabellenlegende
- Bild: Bild des Kulturdenkmals, ggf. zusätzlich mit einem Link zu weiteren Fotos des Kulturdenkmals im Medienarchiv Wikimedia Commons. Wenn man auf das Kamerasymbol klickt, können Fotos zu Kulturdenkmalen aus dieser Liste hochgeladen werden:
- Bezeichnung: Denkmalgeschützte Objekte und ggf. Bauwerksname des Kulturdenkmals
- Lage: Straßenname und Hausnummer oder Flurstücknummer des Kulturdenkmals. Die Grundsortierung der Liste erfolgt nach dieser Adresse. Der Link (Karte) führt zu verschiedenen Kartendiensten mit der Position des Kulturdenkmals. Fehlt dieser Link, wurden die Koordinaten noch nicht eingetragen. Sind diese bekannt, können sie über ein Tool mit einer Kartenansicht einfach nachgetragen werden. In dieser Kartenansicht sind Kulturdenkmale ohne Koordinaten mit einem roten bzw. orangen Marker dargestellt und können durch Verschieben auf die richtige Position in der Karte mit Koordinaten versehen werden. Kulturdenkmale ohne Bild sind an einem blauen bzw. roten Marker erkennbar.
- Datierung: Baubeginn, Fertigstellung, Datum der Erstnennung oder grobe zeitliche Einordnung entsprechend des Eintrags in der sächsischen Denkmaldatenbank
- Beschreibung: Kurzcharakteristik des Kulturdenkmals entsprechend des Eintrags in der sächsischen Denkmaldatenbank, ggf. ergänzt durch die dort nur selten veröffentlichten Erfassungstexte oder zusätzliche Informationen
- ID: Vom Landesamt für Denkmalpflege Sachsen vergebene, das Kulturdenkmal eindeutig identifizierende Objekt-Nummer. Der Link führt zum PDF-Denkmaldokument des Landesamtes für Denkmalpflege Sachsen. Bei ehemaligen Kulturdenkmalen können die Objektnummern unbekannt sein und deshalb fehlen bzw. die Links von aus der Datenbank entfernten Objektnummern ins Leere führen. Ein ggf. vorhandenes Icon  führt zu den Angaben des Kulturdenkmals bei Wikidata.